# ハインリヒ・フンク (画家)
ハインリヒ・フンク（Heinrich Funk,1807年12月12日 - 1877年11月22日）はドイツの風景画家である。シュトゥットガルトの美術学校 （後のStaatliche Akademie der Bildenden Künste Stuttgart）の風景画の教授を務めた。

## 略歴
ヴェストファーレン地方のヘルフォルトで生まれた。父親は自称画家で絵の個人教授をしていた。父親から絵を学んだ後、1829年にデュッセルドルフ美術アカデミーに入学し、カール・フリードリヒ・レッシングやヨハン・ヴィルヘルム・シルマーから風景画を学んだ。1836年にフランクフルト・アム・マインに移った。
1854年にシュタインコップ（Gottlob Friedrich Steinkopf）の後任としてシュトゥットガルトの美術学校の風景画の教授に任じられ、人気のある美術教師となった。フンクが教えた学生にはマックス・バッハ、アントン・ブライト、グスタフ・コンツ、アデル・エジンガーらがいる。

## 作品

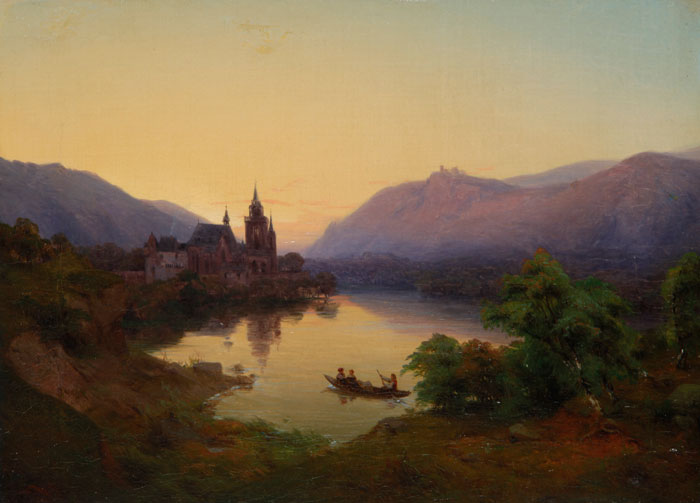
湖と教会のある風景 (1838)
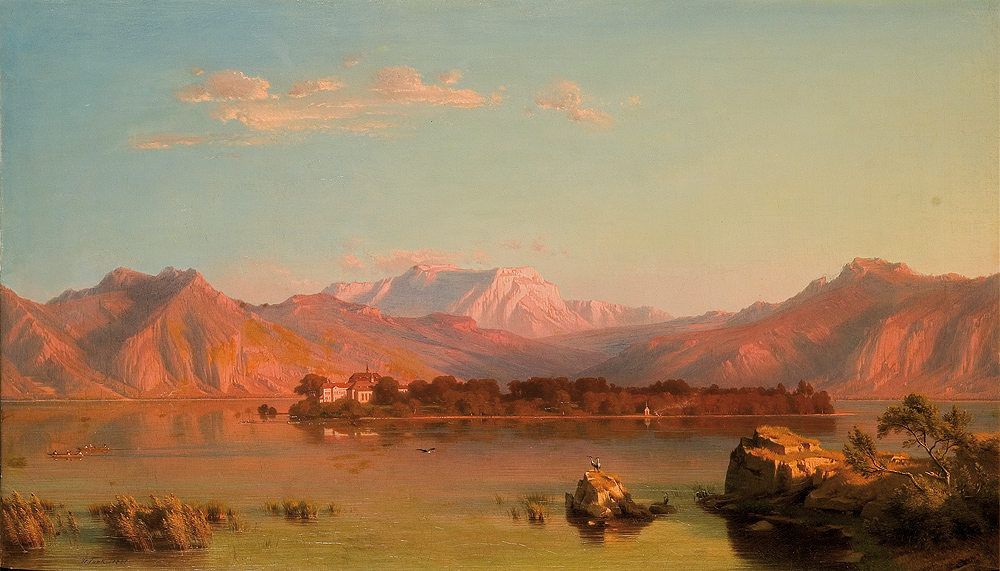
キーム湖のヘレンインゼル (1851)
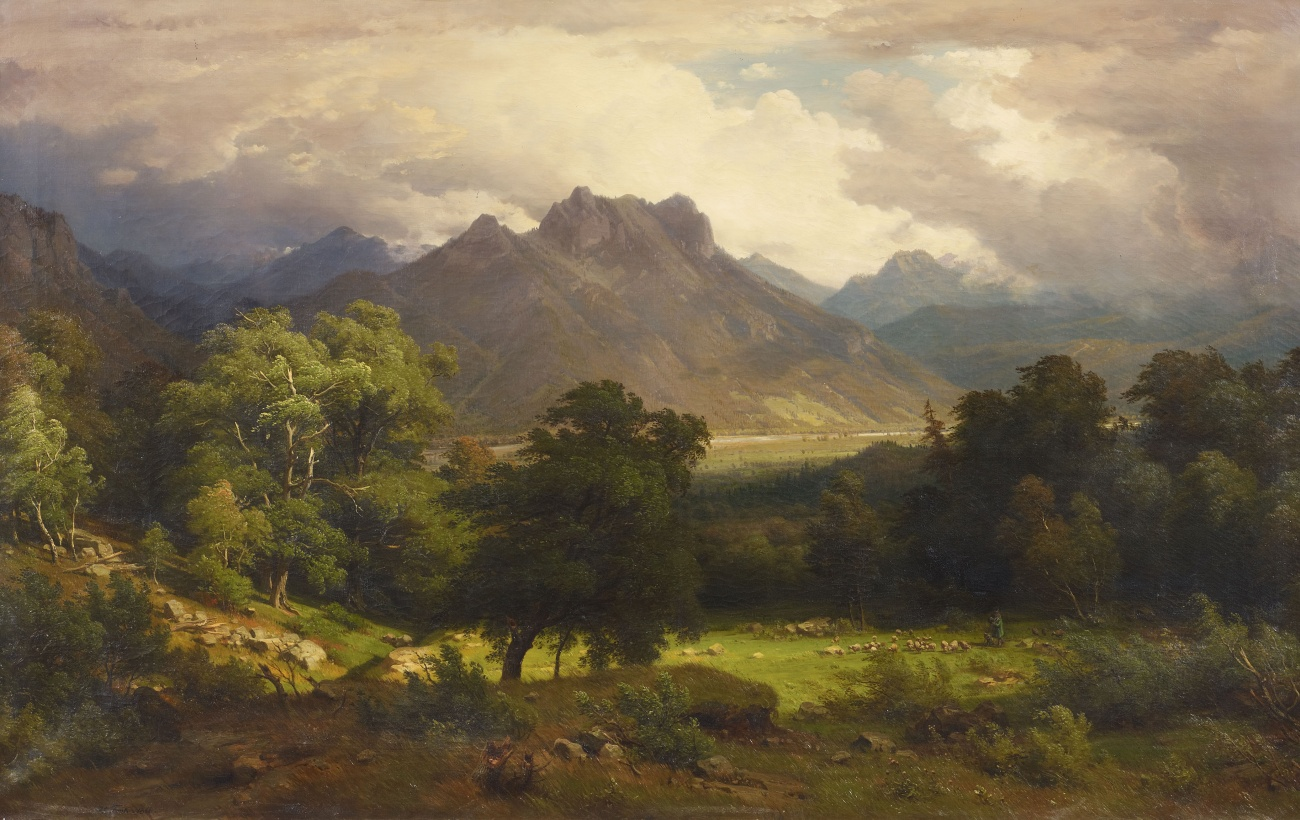
山岳風景 (1866)